# Vladimir Ryjkov
Pour les articles homonymes, voir Ryjkov.
Vladimir Aleksandrovitch Ryjkov (en russe : Владимир Александрович Рыжков), né le 3 septembre 1966 à Roubtsovsk est un homme politique russe indépendant. Depuis 2006, Ryjkov a été affilié à la coalition de l'opposition russe du groupe L'Autre Russie. 
Vladimir Ryjkov a représenté la ville de Barnaoul, dans l'Altaï en Sibérie de 1993 à 2007. Il a été élu pour la première fois en 1993. En 1997, il a été élu vice-président de la Douma d'État, devenant le plus jeune président de son histoire. Le 19 septembre 1998, Ryjkov a été nommé vice-Premier ministre de la fédération de Russie sur les questions sociales, mais a rejeté l'offre seulement quelques jours plus tard. En mars 2009, Lebedev a annoncé que Vladimir Ryjkov rejoindra le Parti démocratique indépendant de Russie.